# NBA Europe Live Tour 2008
Le NBA Europe Live Tour 2008 est la troisième édition du NBA Europe Live Tour. Il s'est déroulé du 9 au 17 octobre 2008. Quatre matchs se sont disputés, réunissant quatre équipes NBA : le Miami Heat, les New Jersey Nets, les New Orleans Hornets et les Washington Wizards. Les matchs se sont déroulés en France, en Angleterre, en Espagne et en Italie. Pour la première fois, les équipes européennes ne participent pas au NBA Europe Live Tour sur recommandation du comité exécutif de l'Euroligue. Les Nets qui affrontaient le Heat ont remporté leurs deux matchs à Paris et Londres et les Hornets ont battu à deux reprises les Wizards à Berlin et Barcelone.

## Matches
| Date            | Équipe                | Score    | Équipe                         | Lieu                                    |
| 9 octobre 2008  | Nets du New Jersey    | 100-98ap | Heat de Miami                  | Palais omnisports de Paris-Bercy, Paris |
| 12 octobre 2008 | Nets du New Jersey    | 94-92    | Heat de Miami                  | O2 Arena, Londres                       |
| 14 octobre 2008 | Wizards de Washington | 80-96    | Hornets de La Nouvelle-Orléans | O2 World, Berlin                        |
| 17 octobre 2008 | Wizards de Washington | 80-102   | Hornets de La Nouvelle-Orléans | Palau Sant Jordi, Barcelone             |